# Marengo striatipes
Marengo striatipes là một loài nhện trong họ Salticidae.
Loài này thuộc chi Marengo. Marengo striatipes được Eugène Simon miêu tả năm 1900.